# Reprezentacja Holandii w piłce nożnej kobiet
Reprezentacja Holandii w piłce nożnej kobiet reprezentuje Holandię w piłkarskich rozgrywkach międzynarodowych kobiet i jest bezpośrednio podporządkowana Królewskiemu Holenderskiemu Związkowi Piłki Nożnej (KNVB). Drużyna od koloru strojów nazywana jest Pomarańczowymi (Oranje) oraz od godła Holandii Lwicami (Leeuwinnen).
Drużyna pierwszy oficjalny mecz rozegrała w 1971 w Hazebroucku przeciwko Francji. Od swojego debiutu do eliminacji Mistrzostw Europy 2009 drużyna nie potrafiła się dostać do turnieju finałowego ważnych, międzynarodowych rozgrywek. Dzięki wygraniu spotkań barażowych przeciwko Hiszpanii, Holenderki po raz pierwszy w historii awansowały do turnieju mistrzostw Europy. Zdobyły brązowy medal, przegrywając w dogrywce półfinałowy mecz przeciwko Angielkom. Holandii udało się zakwalifikować na kolejne mistrzostwa, które zakończyła na zajęciu czwartego miejsca w fazie grupowej. Po zwycięstwie w dwustopniowych barażach najpierw pokonując Szkocję, a następnie Włoszki reprezentacja awansowała na mistrzostwach świata 2015 w Kanadzie, gdzie turniej zakończyła na 1/8 finału. Holenderki były gospodarzami mistrzostwa Europy 2017. Turniej rozgrywany na własnym terenie, zakończył się historycznym, pierwszym mistrzostwem Europy dla Holandii po zwycięstwie 4:2 nad Danią w finale.
Holandia nie wystąpiła dotychczas w turnieju olimpijskim.

## Udział w międzynarodowych turniejach

### Igrzyska olimpijskie
| Udział w Igrzyskach Olimpijskich | Udział w Igrzyskach Olimpijskich | Udział w Igrzyskach Olimpijskich | Udział w Igrzyskach Olimpijskich | Udział w Igrzyskach Olimpijskich | Udział w Igrzyskach Olimpijskich | Udział w Igrzyskach Olimpijskich | Udział w Igrzyskach Olimpijskich | Udział w Igrzyskach Olimpijskich |
| Rok                              | Kwalifikacje                     | Wynik                            | M                                | Z                                | R                                | P                                | G+                               | G-                               |
| -------------------------------- | -------------------------------- | -------------------------------- | -------------------------------- | -------------------------------- | -------------------------------- | -------------------------------- | -------------------------------- | -------------------------------- |
| 1996                             | Nie brała udziału                | Nie brała udziału                |                                  |                                  |                                  |                                  |                                  |                                  |
| 2000                             | Nie zakwalifikowała się          | Nie zakwalifikowała się          |                                  |                                  |                                  |                                  |                                  |                                  |
| 2004                             | Nie zakwalifikowała się          | Nie zakwalifikowała się          |                                  |                                  |                                  |                                  |                                  |                                  |
| 2008                             | Nie zakwalifikowała się          | Nie zakwalifikowała się          |                                  |                                  |                                  |                                  |                                  |                                  |
| 2012                             | Nie zakwalifikowała się          | Nie zakwalifikowała się          |                                  |                                  |                                  |                                  |                                  |                                  |
| 2016                             | Nie zakwalifikowała się          | Nie zakwalifikowała się          |                                  |                                  |                                  |                                  |                                  |                                  |
| 2020                             | Awans                            | 1/4 finału                       | 4                                | 2                                | 2                                | 0                                | 23                               | 10                               |
| 2024                             |                                  |                                  |                                  |                                  |                                  |                                  |                                  |                                  |
| 2028                             |                                  |                                  |                                  |                                  |                                  |                                  |                                  |                                  |

### Mistrzostwa świata
| Udział w Mistrzostwach Świata | Udział w Mistrzostwach Świata | Udział w Mistrzostwach Świata | Udział w Mistrzostwach Świata | Udział w Mistrzostwach Świata | Udział w Mistrzostwach Świata | Udział w Mistrzostwach Świata | Udział w Mistrzostwach Świata | Udział w Mistrzostwach Świata |
| Rok                           | Kwalifikacje                  | Wynik                         | M                             | Z                             | R                             | P                             | G+                            | G-                            |
| ----------------------------- | ----------------------------- | ----------------------------- | ----------------------------- | ----------------------------- | ----------------------------- | ----------------------------- | ----------------------------- | ----------------------------- |
| 1991                          | Nie zakwalifikowała się       | Nie zakwalifikowała się       | Nie zakwalifikowała się       | Nie zakwalifikowała się       | Nie zakwalifikowała się       | Nie zakwalifikowała się       | Nie zakwalifikowała się       | Nie zakwalifikowała się       |
| 1995                          | Nie zakwalifikowała się       | Nie zakwalifikowała się       | Nie zakwalifikowała się       | Nie zakwalifikowała się       | Nie zakwalifikowała się       | Nie zakwalifikowała się       | Nie zakwalifikowała się       | Nie zakwalifikowała się       |
| 1999                          | Nie zakwalifikowała się       | Nie zakwalifikowała się       | Nie zakwalifikowała się       | Nie zakwalifikowała się       | Nie zakwalifikowała się       | Nie zakwalifikowała się       | Nie zakwalifikowała się       | Nie zakwalifikowała się       |
| 2003                          | Nie zakwalifikowała się       | Nie zakwalifikowała się       | Nie zakwalifikowała się       | Nie zakwalifikowała się       | Nie zakwalifikowała się       | Nie zakwalifikowała się       | Nie zakwalifikowała się       | Nie zakwalifikowała się       |
| 2007                          | Nie zakwalifikowała się       | Nie zakwalifikowała się       | Nie zakwalifikowała się       | Nie zakwalifikowała się       | Nie zakwalifikowała się       | Nie zakwalifikowała się       | Nie zakwalifikowała się       | Nie zakwalifikowała się       |
| 2011                          | Nie zakwalifikowała się       | Nie zakwalifikowała się       | Nie zakwalifikowała się       | Nie zakwalifikowała się       | Nie zakwalifikowała się       | Nie zakwalifikowała się       | Nie zakwalifikowała się       | Nie zakwalifikowała się       |
| 2015                          | Awans                         | 1/8 finału                    | 4                             | 1                             | 1                             | 2                             | 3                             | 4                             |
| 2019                          | Awans                         | II miejsce                    | 7                             | 6                             | 0                             | 1                             | 6                             |                               |

### Mistrzostwa Europy
| Udział w Mistrzostwach Europy | Udział w Mistrzostwach Europy | Udział w Mistrzostwach Europy |
| Rok                           | Kwalifikacje                  | Wynik                         |
| ----------------------------- | ----------------------------- | ----------------------------- |
| 1984                          | Nie zakwalifikowała się       | Nie zakwalifikowała się       |
| 1987                          | Nie zakwalifikowała się       | Nie zakwalifikowała się       |
| 1989                          | Nie zakwalifikowała się       | Nie zakwalifikowała się       |
| 1991                          | Nie zakwalifikowała się       | Nie zakwalifikowała się       |
| 1993                          | Nie zakwalifikowała się       | Nie zakwalifikowała się       |
| 1995                          | Nie zakwalifikowała się       | Nie zakwalifikowała się       |
| 1997                          | Nie zakwalifikowała się       | Nie zakwalifikowała się       |
| 2001                          | Nie zakwalifikowała się       | Nie zakwalifikowała się       |
| 2005                          | Nie zakwalifikowała się       | Nie zakwalifikowała się       |
| 2009                          | Awans                         | III miejsce                   |
| 2013                          | Awans                         | Faza grupowa                  |
| 2017                          | Gospodarz                     | Mistrzostwo                   |
| 2022                          | Awans                         | Ćwierćfinał                   |
| 2025                          | Awans                         | Faza grupowa                  |